# Club Deportivo Suchitepéquez
Maillots
Le Club Deportivo Suchitepéquez est un club guatémaltèque de football basé à Mazatenango.

## Palmarès
- Championnat du Guatemala de football
  - Champion : 1983